# Pogo.com
pogo.com je web stranica namijenjena videoigrama i nudi širok spektar igraćih žanrova, od ležernih, običnih igara, preko kartaških igara, puzzla, do sportskih i natjecateljskih igara. Web-stranica je besplatna, zbog reklamnog sponzorstva. Igrači se također mogu registrirati u Club Pogo, koji uključuje dobivanje premija i nagrada. U vlasništvu je američkog računalnog diva Electronic Artsa.
Igre se igraju pomoću preglednika s Java plugin-om, osim igara except for "Beaker Creatures" i "Puck's Peak", koji se igraju u Flash Playeru. 
Od 2006., pogo.com je zasjeo na 10 mjesto najposjećenijih internetskih stranica u SAD-u.
U ožujku 2001., Electronic Arts je otkupio pogo.com za iznos od oko 40 milijuna dolara.

## Vanjske poveznice
- Službena stranica
- BioWare na MobyGames